# Xylopia lemurica
Xylopia lemurica är en kirimojaväxtart som beskrevs av Friedrich Ludwig Diels. Xylopia lemurica ingår i släktet Xylopia och familjen kirimojaväxter. Inga underarter finns listade i Catalogue of Life.